# ماريون رودجرز
ماريون رودجرز (بالإنجليزية: Marion Rodgers)‏ هو طيار وضابط أمريكي، ولد في 23 سبتمبر 1921 في ديترويت في الولايات المتحدة.